# Гонсалвис ди Магальяинс, Домингус Жозе
Доми́нгус Жозе́ Гонса́лвис ди Магалья́инс, в русских источниках XIX века также упоминается как Магальянс или Магельенс (порт. Domingos José Gonçalves de Magalhães; 13 августа 1811, Рио-де-Жанейро — 10 июня 1882, Рим) — виконт де Арагуайя (Visconde de Araguaia), бразильский поэт, драматург, врач, дипломат и философ.

## Биография
С 1828 по 1832 год изучал медицину и посещал лекции по философии. В 1833 году отправился в Европу для более глубокого изучения медицины. После прибытия на родину в 1838 году был назначен на должность профессора философии в Колежиу Педру II, но преподавал весьма непродолжительное время. В 1847 году поступил на дипломатическую службу и исполнял миссии в Парагвае, Аргентине, России, Испании и других странах. Был бразильским посланником в Вене и Вашингтоне. Поддерживал тесные дружеские отношения с императором Педру II, который защищал поэта в ходе полемики после публикации поэмы «Союз племён тамойу». 

## Творчество
Первый поэтический сборник «Стихи» (Poesias), опубликованный в Рио-де-Жанейро в 1832 году, написан под влиянием ложноклассицизма. Сборник «Урания» (Urânia, Вена, 1832) содержит любовные песни.
Познакомившись с произведениями европейских романтиков издавал журнал «Нитерой» (Niterói, 1836), в котором пропагандировал романтическое искусство. В 1836 году в Париже издал манифест бразильского романтизма «Речь о литературе в Бразилии» (Discurso sobre a literatura no Brasil). Манифест вышел предисловием к сборнику религиозно-меланхолических и лирических стихов «Поэтические вздохи и песни тоски» (Suspiros poéticos e saudades, Париж, 1836), сам же сборник положил начало романтической поэзии Бразилии введением характерных главных поэтических тем: Бог и Природа, значение поэта и его реформаторской миссии, воспоминания детства, размышления о смерти, чувство патриотизма, поэтизация кладбищ и упадка.
По возвращении из Парижа в 1837 году был провозглашён в Бразилии главой «новой школы».
Его трагедии «Антониу Жозе, или Поэт и инквизиция» (Antônio José, ou o Poeta e a inquisição, поставлена в 1838 году, опубликована в 1839 году) и Olgiato (поставлена в 1839 году, опубликована в 1842 году) — первые опыты создания пьес для бразильского национального театра. Однако более известен его эпос: героическая эпопея из жизни индейцев «Союз племён тамойу» (A Confederação dos Tamoyos, 1856), в котором он воспевает борьбу свободных индейских племён Бразилии с португальцами и основание Рио-де-Жанейро.
Позднее перешедшая в спиритуализм религиозность поэта отразилась в поэтическом сборнике «Тайны и погребальные песни» (Misterios e cánticos fúnebres, 1858) и в философских трудах «Данные о человеческом духе» (Fatos do espírito humano, 1858).
Полное собрание сочинений (Obras completas) в 9 томах вышло в Рио-де-Жанейро, 1864—1876.
Учитывая вклад поэта в развитие национальной литературы и становление театра, при основании Бразильской академии литературы был посмертно избран академиком и покровителем (патроном порт. patrono) кресла № 9.